# Ferry (Alaska)
Pour les articles homonymes, voir Ferry.
Ferry est une census-designated place d'Alaska aux États-Unis faisant partie du Borough de Denali. Sa population était en 2010 de 33 habitants.
Elle est située sur les deux rives de la rivière Nenana, à 63 km au sud de Nenana, au 597 km de l'Alaska Railroad.
Les températures moyennes vont de −19 °C à −30 °C en janvier et de 10 °C à 22 °C en juillet.
Ferry n'est pas une communauté ancienne, elle est née avec la construction du chemin de fer en 1922. Il n'y a pas d'emploi local, les habitants travaillent aux environs.

## Démographie
| 1930 | 1990 | 2000 | 2010 | - | - |
| ---- | ---- | ---- | ---- | - | - |
| 31   | 56   | 29   | 33   | - | - |

## Sources et références
- (en) CIS

- (en) Cet article est partiellement ou en totalité issu de l’article de Wikipédia en anglais intitulé « Ferry, Alaska » (voir la liste des auteurs).

1. ↑  « Statistiques des États-Unis - Alaska - Profils des communautés de 2010 » (consulté en novembre 2020)